# Mycena oregonensis
Mycena oregonensis é uma espécie de cogumelo da família Mycenaceae. Produz pequenos corpos de frutificação com chapéus de apenas 8 milímetros de diâmetro e de cor amarela, às vezes alaranjado.